# Кривошеин, Аполлон Константинович
Аполло́н Константи́нович Кривоше́ин (19 декабря 1833, город Николаев Херсонской губернии — 12 ноября 1902, м. Шклов Могилёвской губернии) — русский государственный деятель, гофмейстер Двора Его Императорского Величества (с 1 января 1892 года), управляющий Министерством путей сообщения в 1892—1893 годах, министр путей сообщения в 1893—1894 годах.

## Краткая история жизни
Родился в семье морского офицера, Константина Фёдоровича Кривошеина (1789—1843). Эта ветвь старого дворянского рода Кривошеиных происходила от деда Аполлона Константиновича, премьер-майора Фёдора Захаровича Кривошеина, много лет прослужившего с отличием под началом Суворова.

### Образование и военная служба
Поначалу Аполлона Кривошеина готовили к продолжению семейных традиций военной карьеры. По окончании Ришельевского лицея он поступил в Михайловское артиллерийское училище и в 1855 году получил чин прапорщика.
Затем Аполлон Кривошеин недолгое время служил в армейских частях, был прикомандирован к Михайловской артиллерийской академии. После взятого длительного отпуска в 1859 году вышел в отставку и возобновил службу только три года спустя, но уже по гражданской линии. Дальнейшая карьера Аполлона Кривошеина имела вид прерывистой пунктирной линии, не отличаясь ни размеренностью, ни постоянством и на всём протяжении его жизни оставалась весьма суетливой.

### Гражданская служба
В 1862 году поступил на службу в Министерство народного просвещения, получив к своему тридцатилетию чин титулярного советника (соответствующий IX классу). В 1866 году вновь покинул государственную службу, на сей раз — уже на пять лет. В 1871 году он возвратился к службе, но уже на поприще местного самоуправления в Екатеринославской губернии. Его послужной список на этот раз выглядит так: уездный предводитель дворянства, затем заступающий место ростовского-на-Дону городского головы, гласный Ростовского уездного земского собрания, гласный Ростовской-на-Дону городской думы, гласный Екатеринославского губернского земского собрания, ростовский-на-Дону городской голова, почётный мировой судья.
Спустя 10 лет, в 1881 году получил чин действительного статского советника, а в 1884 году был причислен по службе к Министерству внутренних дел. В 1887 году получил весьма важное для своей карьеры назначение: он состоял представителем от Министерства внутренних дел во Временном управлении казённых железных дорог, где впервые познакомился с проблемами и нуждами российского транспорта. В 1888—1892 годах участвовал в заседаниях различных комитетов и комиссий, занятых подготовкой нормативных актов, регулирующих работу железнодорожного транспорта. Там он приобретает некоторые весьма полезные связи в правительственных и придворных кругах.

### Во главе Министерства путей сообщения
В августе 1892 года был назначен управляющим Министерством путей сообщения. Его назначению предшествовала довольно неустойчивая и напряжённая обстановка в министерстве, имевшая вид кадрового голода или чехарды. После близкого к великому князю Константину Николаевичу придворного адмирала Константина Посьета, получившего своё адмиральское звание на посту министра путей сообщения, в ноябре 1888 года на эту должность был назначен генерал-лейтенант Герман Паукер. Отставка адмирала Посьета была в прямом смысле вынужденной и явилась прямым результатом трагического крушения царского поезда у станции Борки 17 октября 1888 года.
Однако и генерал Паукер на посту министра путей сообщения поставил своеобразный рекорд. Даже не успев как следует войти в курс дела, спустя менее чем пять месяцев он — скончался. Это произошло 29 марта 1889 года. Главнейшим делом его краткого управления стало согласие на передачу вопросов формирования железнодорожных тарифов из ведения министерства путей сообщения — в Министерство финансов, в котором специально для этих целей был создан отдельный департамент под руководством С. Ю. Витте. Сам Витте неоднократно утверждал, что только многолетнее личное расположение генерала Паукера к министру финансов Вышнеградскому привёл к такому согласию. Никто другой на посту главы ведомства не пошёл бы на такой добровольный отказ от важнейшего предмета собственной компетенции.
30 марта 1889 года главой министерства путей сообщения был назначен А. Я. фон Гюббенет. В отличие от своего недолговечного предшественника, у него сложились более чем напряжённые отношения с министром финансов. Практически всё время пребывания Гюббенета на посту министра можно охарактеризовать как непрерывную войну против Вышнеградского. Александр III был хорошо осведомлён о тлеющем конфликте, но относился к нему не только спокойно, но и даже с некоторым удовольствием. Как рассказывал Вячеслав Плеве начальнику Главного управления по делам печати Евгению Феоктистову,

«…непримиримая вражда Гюббенета и Вышнеградского, конечно не составляет тайны для государя, но он вовсе не намерен положить ей конец, напротив того, она как бы входит в его виды. Государь не любит Вышнеградского, не доверяет ему и, кажется, очень доволен, что Гюббенет следит за каждым его шагом, умышленно выискивает, нет ли чего предосудительного в образе действий его противника».— ( Евгений Феоктистов, «За кулисами политики и литературы»)
Такое положение казалось бы создавало некоторые преимущества для Гюббенета, но при том его позиции изрядно подрывались... им же самим. Он был слишком явно некомпетентен в делах собственного ведомства. В конце концов, из-за постоянных склок и неисполнительности собственных подчинённых отношения Гюббенета с государем настолько обострились, что он вынужден был подать в отставку.
Преемником Гюббенета стал С. Ю. Витте, в то время ещё совершенный новичок в петербургском правительственном мире. В своих воспоминаниях он пишет, что приступил к выполнению новых обязанностей с полной уверенностью в своих силах и целой программой мероприятий по усовершенствованию системы путей сообщения. Однако осуществить свои намерения Витте не удалось. Уже через шесть месяцев, в августе 1892 года он был назначен министром финансов на место тяжело заболевшего Вышнеградского. Именно в такой ситуации во главе министерства путей сообщения оказалась такая неожиданная для всех фигура, как Аполлон Кривошеин.
Однако и Аполлон Кривошеин работал столь неуспешно, что уже в декабре 1894 года в скандальной обстановке был вынужден покинуть свой пост, в целом продолжив и завершив неудачную цепь министров путей сообщения при Александре III.
Немногим более чем двухлетнее управление ведомством Аполлона Кривошеина не было отмечено сколько-нибудь существенными переменами в его организации и деятельности. Если С. Ю. Витте 16 июня 1892 года, совсем незадолго до своего ухода реорганизовал Инспекцию железных дорог, объединив её под началом главного инспектора с правами директора департамента, то его преемник воздал в мае 1893 года аналогичную ей Главную инспекцию шоссейных и водяных сообщений, куда были переданы инспекторские обязанности технического отдела департамента. Также Аполлоном Кривошеиным были упразднены окружные правления в Вышнем Волочке и Могилёве.

### Злоупотребления и смещение с должности
Однако наиболее примечательным в карьере Аполлона Кривошеина выглядит тот факт, что 16 декабря 1894 года он стал первым министром, смещённым с должности в царствование императора Николая II, причём за допущенные серьёзные злоупотребления. Его обвиняли в том, что он за счёт министерства роскошно отделал свою служебную квартиру, существенно расширив её за счёт соседних помещений и даже устроив в ней домовую церковь. Говорили также о поставках шпал для железнодорожного строительства из собственных имений Кривошеина по «льготным» расценкам, и о том, что одна из железнодорожных веток была спроектирована таким образом, чтобы пройти через его владения (с выплатой соответствующих компенсаций). Государственный контролёр Т. И. Филиппов представил по этому поводу подробный доклад Николаю II, и хотя он, возможно, утрировал и передёрнул некоторые факты, Кривошеин, не имея достаточного покровительства при дворе, был вынужден покинуть свой пост. На этом государственная карьера Аполлона Кривошеина завершилась.
После своей скандальной отставки Кривошеин удалился из Петербурга и остаток своей жизни посвятил управлению своими имениями в Могилевской губернии. В городе Шклове помнят немалый вклад бывшего министра путей сообщения в развитие шкловщины: по его инициативе в 1898 году была построена картонная фабрика, которая выпускала картон и обёрточную бумагу. Также в 1902—1903 годах стараниями Кривошеина был насажен шкловский городской парк.
Умер Аполлон Кривошеин почти восемь лет спустя после своей отставки, 12 ноября 1902 года в одном из своих могилевских имений.

## Семья
Жена — Мария Петровна Струкова (1848—1922), дочь богатейшего помещика Екатеринославской губернии генерал-майора П. А. Струкова и сестра А. П. Струкова. По словам А. А. Половцова, «барышня Струкова состояла в связи с екатеринославским губернатором И. Н. Дурново и была выдана им замуж за друга и товарища Кривошеина. За такую услугу Дурново устроил Кривошеину блестящую карьеру». Дети:
- Пётр (1872—1917), корнет лейб-гвардии Конного полка.
- Константин (1874—1921), камер-юнкер двора.

## Награды
- Орден Святого Станислава 3-й степени (12.03.1862)
- Орден Святой Анны 2-й степени (12.09.1878)
- Орден Святого Владимира 4-й степени (22.09.1881)
- Орден Святого Владимира 3-й степени (08.04.1884)
- Орден Святого Станислава 1-й степени (30.08.1887)
- Орден Святой Анны 1-й степени (01.01.1890)